# 阿让唐区
阿让唐区（法語：Arrondissement d'Argentan）是法国奥恩省所辖的一个区，包括该省北部。总面积1904.1平方公里，总人口109157，人口密度57人/平方公里（2018年）。主要城镇为阿让唐。

## 辖区
阿让唐区辖有123个市镇。